# Krzyżakowa Skała

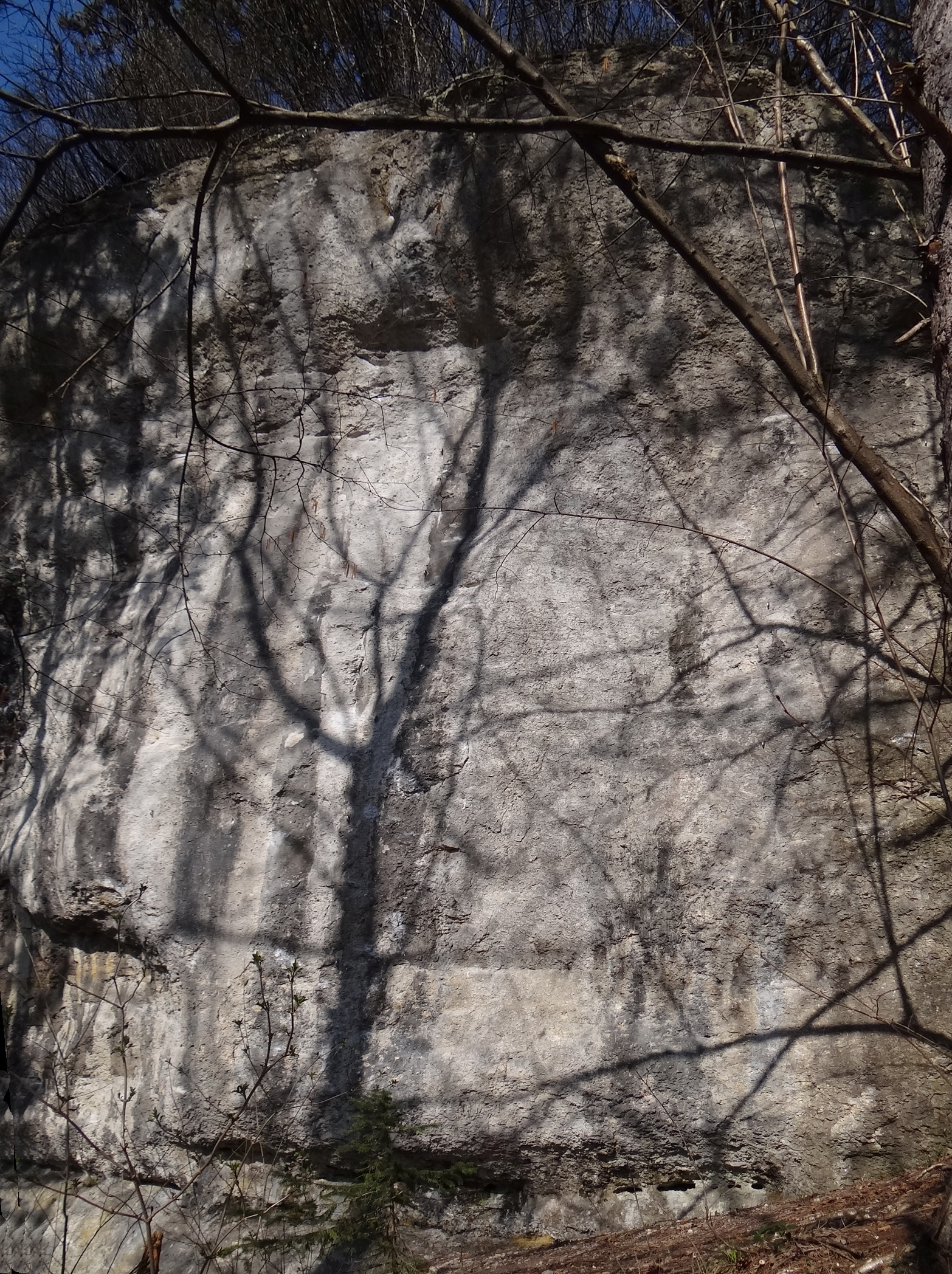

Krzyżakowa  Skała – skała w lewych zboczach Doliny Brzoskwinki w miejscowości Chrosna w województwie małopolskim, w powiecie krakowskim, w gminie Liszki. Pod względem geograficznym znajduje się na Garbie Tenczyńskim (część Wyżyny Krakowsko-Częstochowskiej) w obrębie Tenczyńskiego Parku Krajobrazowego.
Krzyżakowa znajduje się w lesie, na terenie prywatnym,  tuż powyżej domu właściciela. Uprawiana jest na niej wspinaczka skalna. Ma wysokość 10–14 m, ściany miejscami połogie, miejscami pionowe lub przewieszone. Na jej zachodniej ścianie jest 1o dróg wspinaczkowych i jeden projekt. Mają trudność od VI- do VI.5+ w skali Kurtyki i zamontowane punkty asekuracyjne w postaci 4–6 ringów (r) i stanowiska zjazdowe (st) lub dwa ringi zjazdowe (drz).

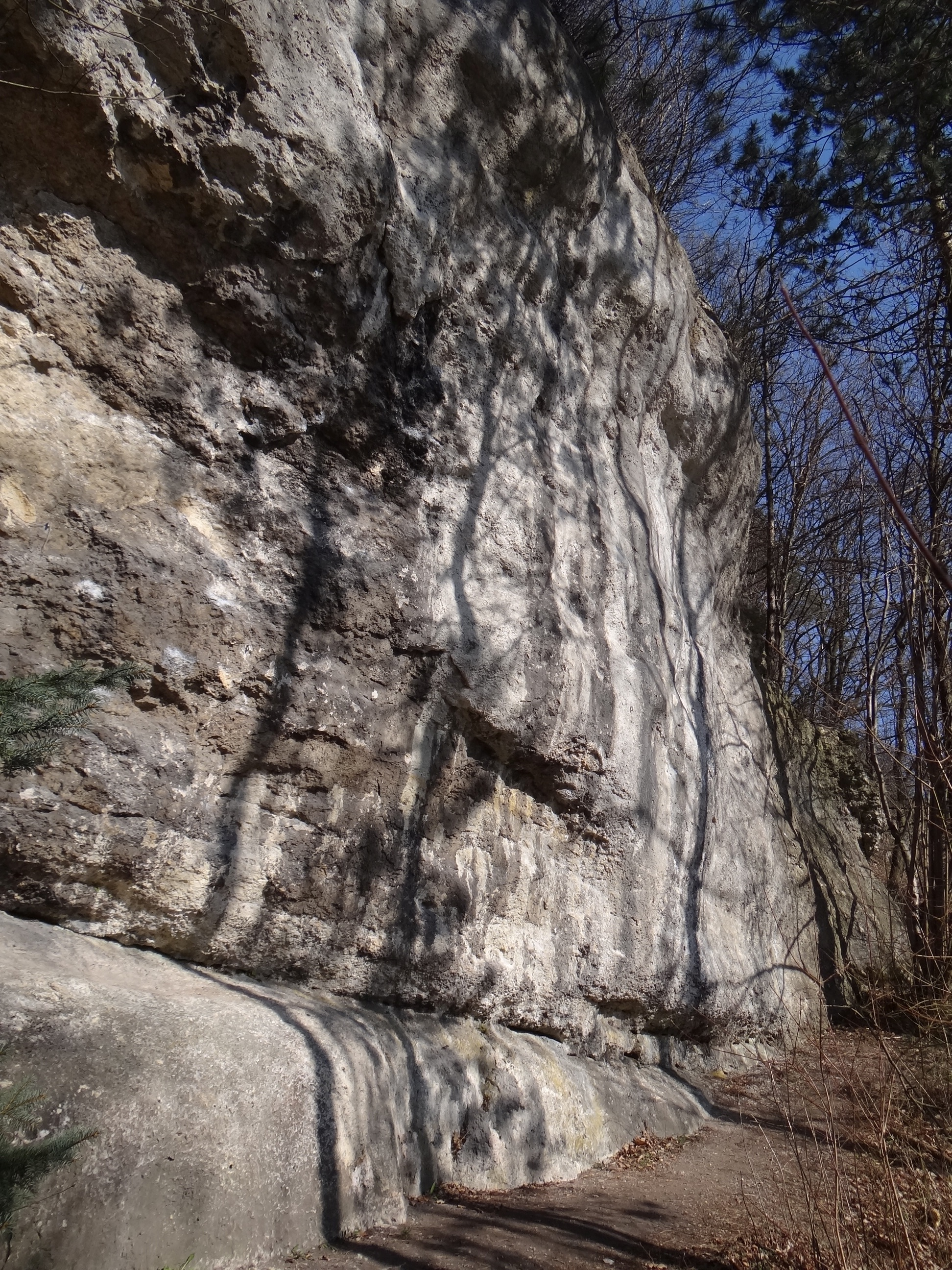

## Drogi wspinaczkowe
Krzyżakowa skała I
1. Nagi miecz; 4r + st, VI.5, 10 m
2. Przebacz mi Brunhildo; 4r + st, VI.3, 11 m
3. Projekt; 5r + st, 11 m
4. Ulrich von Jungingen; 6r + st, VI.4+, 11 m
5. Valar Morghulis; 5r + drz, 11 m

Krzyżakowa Skała II
1. Ulrich von Jungingen; 6r + st, VI.4+, 11 m
2. Projekt; 6r + st, 11 m
3. Jakie piękne samobójstwo; 6r + drz, VI.5+, 11 m
4. Prawitacja; 4r + drz, VI.2, 10 m
5. Półlegalny koks; 4r + drz, VI.4/4+, 9 m
6. Szatnia; 3r + drz, VI-, 9 m[4].